# Friedrich Happich
Friedrich Happich, vollständiger Name Karl Friedrich Theodor Julius Happich; bisweilen auch Fritz Happich (* 14. August 1883 in Speckswinkel; † 4. April 1951 in Treysa) war ein deutscher evangelischer Pfarrer, Direktor in Hephata und als Vorsitzender des Landeskirchenausschusses zeitweiliger Leiter der Evangelischen Landeskirche Kurhessen-Waldeck.

## Leben
Am 14. August 1883 wurde Friedrich Happich in Speckswinkel bei Neustadt (Hessen) als vierter Sohn des Pfarrers (und späteren Superintendenten der Diözese Oberhessen) Theodor Happich (1847–1917) und seiner Ehefrau geboren. Die einzige Schwester kam elf Jahre später auf die Welt, der Arzt Carl Happich war sein Bruder. Die ersten Jahre verbrachte er in seinem Geburtsort, bevor die Familie nach Cappel bei Marburg zog. Nach dem Besuch der Grundschule im Ort wurde er 1895 in das Philippsgymnasium in Marburg aufgenommen.
Nach dem Abitur studierte er von 1905 bis 1909 Theologie in Marburg, Leipzig und Tübingen. Besonders beeinflusst haben ihn der Kirchengeschichtler Albert Hauck, der Alttestamentler Rudolf Kittel, die Systematiker Ludwig Ihmels und Wilhelm Herrmann sowie der Neutestamentler Adolf Schlatter. Nach dem Fakultätsexamen 1909 und dem Aufnahmekolloquium der Landeskirche 1910 war er ein Jahr als Hauslehrer auf Rügen tätig. Im darauf folgenden Jahr während seiner Ausbildung im Predigerseminar in Hofgeismar hinterließ die Arbeit mit den alten und gebrechlichen Menschen im Hessischen Siechenhaus, das auf dem gleichen Gelände liegt, bleibenden Eindruck. Kurze Zeit verbrachte er als Diakoniehelfer in Bethel. Nach dem zweiten theologischen Examen und der Ordination trat er seine erste Stelle als Hilfspfarrer in Frankenau bei Frankenberg an. Nach einer Begegnung mit dem Gründer und damaligen Leiter der Anstalten Hephata, Hermann Schuchard, übernahm er dort die zweite Pfarrstelle, die zur Entlastung Schuchards eingerichtet worden war. Er begann am 1. April 1913 seinen Dienst und heiratete am 21. April seine Ehefrau Annemarie, eine Tochter Paul Natorps. Sie hatten zwei Kinder.

## Leistungen
1923 übernahm er nach dem Tod Hermann Schuchards das Amt des Vorstehers und späteren Direktors, das er bis zu seinem Eintritt in den Ruhestand 1951 innehatte.
Im Jahr 1933 trat er den Deutschen Christen bei, die er aber bereits im Folgejahr wieder verließ.
1935 wurde er zum Vorsitzenden des Landeskirchenausschusses gewählt, einem Leitungsgremium, das nach der Absetzung der kurhessischen Kirchenleitung 1934 und der Einsetzung einer kommissarischen Leitung zur Befriedung der Situation vom NS-Staat eingerichtet worden war. Damit war er (nebenamtlich) faktisch der Leiter der Landeskirche. Versuche, ihn zum Landesoberpfarrer und damit auch rechtlich zum geistlichen Leiter zu machen, scheiterten jedoch am Widerstand von Vertretern der Bekennenden Kirche. 1937 gehörte Happich zu denen, die Die Erklärung der 96 evangelischen Kirchenführer gegen Alfred Rosenberg wegen dessen Schrift Protestantische Rompilger unterzeichneten. Happich führte die Landeskirche bis 1945.
Auf einstimmigen Beschluss des Brüderrats des Hessischen Brüderhauses in Hephata, dessen Mitglied Happich war, wurde 1939 dem vom Judentum zum Christentum konvertierten Diakon und Mitglied der Brüderschaft Richard Altschul zum sofortigen Austritt aus der Brüderschaft und der Deutschen Diakonenschaft geraten. Altschul wurde 1942 verhaftet, zuerst in Breitenau interniert und schließlich 1943 in Auschwitz ermordet.
Ab 1937 und in den Folgejahren wurden etwa 385 Bewohner aus Hephata in andere Einrichtungen gebracht und schließlich ermordet, viele von ihnen im hessischen Hadamar. Die vollständige Auflösung Hephatas wurde verhindert.
Auf der im September 1945 einberufenen Notsynode der Evangelischen Kirche von Kurhessen-Waldeck wurde eine neue Kirchenverfassung beschlossen, nach der ein Bischof an der Spitze die Kirche leitet. Happich wurde zum ersten Präses der Landessynode gewählt. Er behielt dieses Amt bis zu seinem Tod im Jahr 1951.

## Aktuelle Diskussion
Seit Längerem wird die Rolle Happichs im Nationalsozialismus kontrovers diskutiert. In der 2016 erschienenen Monografie von Katharina Stengel wird ihm eine große Nähe zum Nationalsozialismus vorgehalten.
Im Juni 2018 wurde die Treysaer Happichstraße in Richard-Altschul-Straße umbenannt.

## Werke
Auswahl der unter dem Namen Fritz Happich veröffentlichten Werke:
- Die männliche Diakonie. Hessisches Brüderhaus, Treysa 1931.
- Das Hessische Brüderhaus und seine Anstalten Hephata. Treysa 1946.